# Névache
 Névache  es una comuna y población de Francia, en la región de Provenza-Alpes-Costa Azul, departamento de Altos Alpes, en el distrito de Briançon y cantón de Briançon Norte. Se trata de la población más alta de la Vallée de la Clarée, a 1620 metros de altitud.
Está integrada en la Communauté de communes du Briançonnais .

## Demografía
| 857 | 790 | 790 | 880 | 918 | 939 | 924 | 867 | 904 | 841 | 818 | 675 | 676 | 690 | 696 | 628 | 671 | 656 | 683 | 662 | 421 | 374 | 369 | 333 | 235 | 190 | 182 | 128 | 119 | 191 | 245 | 290 |
| Para los censos de 1962 a 1999 la población legal corresponde a la población sin duplicidades (Fuente: INSEE [Consultar]) |     |     |     |     |     |     |     |     |     |     |     |     |     |     |     |     |     |     |     |     |     |     |     |     |     |     |     |     |     |     |     |